# Pier Andrea Matteazzi
Pier Andrea Matteazzi (Vicenza, 5 dicembre 1997) è un nuotatore italiano.

## Biografia
È cresciuto sportivamente nella Nuoto Vicenza Libertas, allenato dai tecnico Federico Benda. In seguito si arruolato nel'Esercito ed è entrato nel suo Centro Sportivo.
Ai campionati italiani primaverili di nuoto 2017 ha ottenuto un terzo posto nei 400 metri misti.
Ai campionati italiani primaverili di nuoto 2018 ha ottenuto un secondo posto, dietro a Federico Turrini, mentre agli assoluti ha vinto il primo titolo italiano.
Ha fatto parte della sepedizione italiana ai Giochi del Mediterraneo di Tarragona 2018, ottenendo il quarto posto in finale nei 400 metri misti ed il settimo posto nei 200 metri misti.
Nel 2019 ha vinto il titolo ai primaverili, agli assoluti e agli invernali. Ha gareggiato alla XXX Universiade di Napoli 2019 arrivando sesto.
Nel 2020 ha vinto il titolo agli assoluti e agli invernali.
Nella primavera del 2021 ha vinto i 400 metri misti ai campionati italiani, conquistando la convocazione ai campionati europei di nuoto 2020, disputati a Budapest nel maggio del 2021, arrivando quinto nei 400 metri misti, realizzando il suo record personale.
Ha rappresentato l'Italia ai Giochi olimpici estivi di Tokyo 2020, dove è stato eliminato con il 19º tempo nelle batterie dei 400 metri misti. 
Nel 2022 raggiunge la sua prima medaglia a livello continentale durante gli europei disputati a Roma, ottenendo il bronzo nei 400 metri misti.

## Progressione
| Vasca lunga | Vasca lunga | Stagione | Vasca corta | Vasca corta |
| 200 m misti | 400 m misti | Stagione | 200 m misti | 400 m misti |
| 2'04"44     | 4'27"16     | 2015     | 2'04"41     | 4'28"11     |
| 2'02"98     | 4'23"02     | 2016     | 2'00"17     | 4'18"87     |
| 2'03"49     | 4'20"73     | 2017     | 1'58"97     | 4'13"71     |
| 2'02"73     | 4'17"21     | 2018     | 1'59"33     | 4'13"69     |
| 2'01"96     | 4'15"73     | 2019     | 1'58"73     | 2'09"34     |
| 2'01"97     | 4'15"03     | 2020     | 1'59"52     | 4'12"09     |
| 2'01"17     | 4'12"79     | 2021     | -           | 4'10"60     |

## Palmarès

### Competizioni internazionali
| Anno | Manifestazione          | Sede    | Evento      | Risultato | Prestazione | Note |
| ---- | ----------------------- | ------- | ----------- | --------- | ----------- | ---- |
| 2022 | Giochi del Mediterraneo | Orano   | 200 m misti | Bronzo    | 2'00"24     |      |
| 2022 | Giochi del Mediterraneo | Orano   | 400 m misti | Oro       | 4'13"83     |      |
| 2022 | Europei                 | Roma    | 400 m misti | Bronzo    | 4'13"29     |      |
| 2023 | Universiadi             | Chengdu | 400 m misti | Argento   | 4'15"64     |      |

### Campionati italiani
13 titoli individuali, così ripartiti:
- 1 nei 200 m misti
- 12 nei 400 m misti

| Anno | Edizione    | misti 200 m | misti 400 m |
| ---- | ----------- | ----------- | ----------- |
| 2017 | Primaverili | -           | 3           |
| 2018 | Primaverili | -           | 2           |
| 2018 | Assoluti    | -           | 1           |
| 2019 | Primaverili | -           | 1           |
| 2019 | Assoluti    | -           | 1           |
| 2019 | Invernali   | -           | 1           |
| 2020 | Assoluti    | 2           | 1           |
| 2020 | Invernali   | -           | 1           |
| 2021 | Primaverili | -           | 1           |
| 2021 | Invernali   | -           | 1           |
| 2022 | Primaverili | 2           | 3           |
| 2022 | Assoluti    | 1           | 1           |
| 2022 | Invernali   | 3           | 1           |
| 2023 | Primaverili | -           | 2           |
| 2023 | Invernali   | -           | 2           |
| 2024 | Primaverili | -           | 1           |
| 2024 | Invernali   | -           | 2           |
| 2025 | Primaverili | -           | 1           |